# NGC 5444
NGC 5444 је елиптична галаксија у сазвежђу Ловачки пси која се налази на NGC листи објеката дубоког неба.
Деклинација објекта је + 35° 7' 57" а ректасцензија 14h 3m 24,1s. Привидна величина (магнитуда) објекта NGC 5444 износи 11,7 а фотографска магнитуда 12,7. Налази се на удаљености од 51,522 милиона парсека од Сунца. NGC 5444 је још познат и под ознакама UGC 8974, MCG 6-31-54, CGCG 191-41, PGC 50080.